# Championnat du Chili féminin de football 2023
Navigation
Édition précédente Édition suivante
Le Championnat du Chili féminin de football 2023 (Primera División de Fútbol Femenino 2023) est la vingt-quatrième saison du championnat chilien. Le club de Colo-Colo défend son titre.

## Organisation
Les quatorze équipes disputent une première phase dans une poule unique, où elles s'affrontent chacune une seule fois. À l'issue de cette première phase, les sept meilleures équipes sont placées dans un groupe A tandis que les sept autres sont reversées dans un groupe B. 
Lors de la deuxième phase, les quatre meilleures équipes du groupe A se qualifient pour la phase finale, un tournoi à élimination directe. 
Les trois dernières équipes du groupe B sont reléguées. 

## Compétition

### Première phase
La première phase du tournoi débute le 25 mars 2023.
| Rang | Équipe                    | Pts | J  | G  | N | P  | Bp | Bc | Diff |
| ---- | ------------------------- | --- | -- | -- | - | -- | -- | -- | ---- |
| 1    | Universidad de Chile      | 36  | 13 | 12 | 0 | 1  | 57 | 9  | +48  |
| 2    | Colo-Colo T               | 33  | 13 | 11 | 0 | 2  | 63 | 7  | +56  |
| 3    | Santiago Morning          | 25  | 13 | 8  | 1 | 4  | 36 | 18 | +18  |
| 4    | Antofagasta               | 25  | 13 | 8  | 1 | 4  | 33 | 30 | +3   |
| 5    | Coquimbo Unido P          | 21  | 13 | 6  | 3 | 4  | 24 | 22 | +2   |
| 6    | Palestino                 | 20  | 13 | 6  | 2 | 5  | 30 | 16 | +14  |
| 7    | Universidad Católica      | 20  | 13 | 6  | 2 | 5  | 21 | 26 | -5   |
| 8    | Iquique                   | 19  | 13 | 6  | 1 | 6  | 18 | 33 | -15  |
| 9    | Universitad de Concepción | 17  | 13 | 5  | 2 | 6  | 27 | 28 | -1   |
| 10   | Audax Italiano            | 15  | 13 | 4  | 3 | 6  | 21 | 32 | -11  |
| 11   | Cobresal P                | 13  | 13 | 3  | 4 | 6  | 14 | 25 | -11  |
| 12   | Puerto Montt              | 12  | 13 | 4  | 0 | 9  | 17 | 49 | -32  |
| 13   | O'Higgins                 | 4   | 13 | 1  | 1 | 11 | 10 | 53 | -43  |
| 14   | Fernández Vial            | 3   | 13 | 1  | 0 | 12 | 10 | 43 | -33  |

### Deuxième phase

#### Groupe A
Les équipes se rencontrent une fois, les quatre premiers sont qualifiés pour le tournoi final.
| Rang | Équipe               | Pts | J | G | N | P | Bp | Bc | Diff |
| ---- | -------------------- | --- | - | - | - | - | -- | -- | ---- |
| 1    | Colo-Colo T          | 14  | 6 | 4 | 2 | 0 | 20 | 4  | +16  |
| 2    | Universidad de Chile | 12  | 6 | 3 | 3 | 0 | 9  | 4  | +5   |
| 3    | Santiago Morning     | 7   | 6 | 1 | 4 | 1 | 3  | 3  | 0    |
| 4    | Coquimbo Unido P     | 6   | 5 | 1 | 3 | 1 | 8  | 10 | -2   |
| 5    | Universidad Católica | 5   | 6 | 1 | 2 | 3 | 7  | 11 | -4   |
| 6    | Palestino            | 5   | 6 | 1 | 2 | 3 | 4  | 13 | -9   |
| 7    | Antofagasta          | 3   | 5 | 1 | 0 | 4 | 5  | 11 | -6   |

- Le match entre Universidad de Chile et Santiago Morning remporté initialement par le club universitaire est donné gagnant à Santiago Morning, Universidad ayant aligné une joueuse suspendue. De ce fait les positions dans le classement final sont inversés.

#### Groupe B
Les équipes se rencontrent une fois, les deux derniers sont relégués directement, deux équipes jouent les barrages de relégation.
| Rang | Équipe                    | Pts | J | G | N | P | Bp | Bc | Diff |
| ---- | ------------------------- | --- | - | - | - | - | -- | -- | ---- |
| 1    | Iquique                   | 12  | 6 | 3 | 3 | 0 | 10 | 4  | +6   |
| 2    | Universitad de Concepción | 10  | 6 | 3 | 1 | 2 | 9  | 6  | +3   |
| 3    | Audax Italiano            | 10  | 6 | 3 | 1 | 2 | 10 | 11 | -1   |
| 4    | Fernández Vial            | 9   | 6 | 2 | 3 | 1 | 11 | 9  | +2   |
| 5    | Cobresal P                | 9   | 6 | 3 | 0 | 3 | 8  | 8  | 0    |
| 6    | Puerto Montt              | 7   | 6 | 2 | 1 | 3 | 8  | 9  | -1   |
| 7    | O'Higgins                 | 1   | 6 | 0 | 1 | 5 | 6  | 15 | -9   |

Le match pour la relégation entre Fernández Vial et Cobresal se termine sur le score de 0 à 0, Cobresal remporte la séance de tirs au but 4 à 3 et se maintient en première division.

### Phase finale
La finale se joue le 25 novembre 2023 au stade Sausalito à Viña del Mar.
|  | Demi-finales         | Demi-finales         | Demi-finales     | Demi-finales     |           |           | Finale | Finale | Finale | Finale |
|  |                      |                      |                  |                  |           |           |        |        |        |        |
|  |                      |                      |                  |                  |           |           |        |        |        |        |
|  | Universidad de Chile | Universidad de Chile | 1                | 1                |           |           |        |        |        |        |
|  | Universidad de Chile | Universidad de Chile | 1                | 1                |           |           |        |        |        |        |
|  | Colo-Colo            | Colo-Colo            | 1                | 3                |           |           |        |        |        |        |
|  | Colo-Colo            | Colo-Colo            | 1                | 3                | Colo-Colo | Colo-Colo | 3      | 3      |        |        |
|  |                      |                      |                  |                  | Colo-Colo | Colo-Colo | 3      | 3      |        |        |
|  |                      |                      | Santiago Morning | Santiago Morning | 2         | 2         |        |        |        |        |
|  | Coquimbo Unido       | Coquimbo Unido       | Santiago Morning | Santiago Morning | 2         | 2         | 0      | 0      |        |        |
|  | Coquimbo Unido       | Coquimbo Unido       |                  |                  |           |           |        | 0      |        |        |
|  | Santiago Morning     | Santiago Morning     | 2                | 1                |           |           |        |        |        |        |
|  | Santiago Morning     | Santiago Morning     | 2                | 1                |           |           |        |        |        |        |

Légende des couleurs
- Qualification pour la finale
- Champion

## Bilan de la saison
| Championnat du Chili féminin de football 2023 |                  |
| Champion                                      | Colo-Colo        |
| Dauphin                                       | Santiago Morning |
| Qualifications continentales                  |                  |
| Copa Libertadores féminine 2024               | Colo-Colo        |
| Copa Libertadores féminine 2024               | Santiago Morning |
| Promotions et relégations                     |                  |
| Promus en Primera División                    |                  |
| Relégués en Primera B                         | Puerto Montt     |
| Relégués en Primera B                         | O'Higgins        |
| Relégués en Primera B                         | Fernández Vial   |